# Mark O'Brien (cyclisme)
Pour les articles homonymes, voir Mark O'Brien et O'Brien.
Mark O'Brien (né le 16 septembre 1987 à Horsham dans l'État de Victoria) est un coureur cycliste australien.

## Palmarès sur route

### Par année
- 2005
  - Classement général du Tour des Grampians Sud
  - 3e du Tour de Bright
- 2007
  - 2e du Tour des Grampians Sud
  - 3e du De Bortoli Tour
- 2008
  - 3e du championnat d'Australie sur route espoirs
- 2009
  - 3e du championnat d'Australie sur route espoirs
- 2010
  - 5e étape du Tour de Malaisie
  - 2e de la Melbourne to Warrnambool Classic
  - 2e de Paris-Auxerre
- 2012
  - Mersey Valley Tour :
    - Classement général
    - 2e étape

  - Tour de Toowoomba :
    - Classement général
    - 2e étape

  - North Western Tour :
    - Classement général
    - 3e étape

  - 2e du Tour de Tasmanie
  -  Médaillé de bronze du championnat d'Océanie sur route
  - 3e du National Road Series
- 2014
  - 1re étape de la Battle on the Border
  - 3e étape du Tour de Toowoomba (contre-la-montre par équipes)
  - 2e de la Baw Baw Classic
  - 2e du Tour de Toowoomba
  - 3e de la Battle on the Border
- 2015
  - 3e de la Baw Baw Classic
- 2016
  - 2e de la New Zealand Cycle Classic
  - 2e de la REV Classic
  -  Médaillé de bronze du championnat d'Océanie sur route
  - 3e de l'UCI Oceania Tour
- 2019
  - 2e de la Baw Baw Classic
- 2020
  - 3e de la Melbourne to Warrnambool Classic
- 2022
  - 2e de la Grafton to Inverell Classic
- 2024
  - Melbourne to Warrnambool Classic

### Classements mondiaux
| Année                                 | 2010 | 2011 | 2012 | 2013 | 2014 | 2015 | 2016  | 2017  | 2018  | 2019  | 2020  | 2021  | 2022  | 2023  | 2024  |
| ------------------------------------- | ---- | ---- | ---- | ---- | ---- | ---- | ----- | ----- | ----- | ----- | ----- | ----- | ----- | ----- | ----- |
| Classement mondial                    |      |      |      |      |      |      | 326e  | 2196e | 3182e | 1812e | 1725e | 1819e | 1749e | 3088e | 2731e |
| UCI Europe Tour                       | nc   | 909e | nc   | nc   | nc   | nc   | 1626e | nc    | nc    |       |       |       |       |       |       |
| UCI Asia Tour                         | 180e | nc   | nc   | nc   | 258e | nc   | 448e  | nc    | nc    |       |       |       |       |       |       |
| UCI Oceania Tour                      | 59e  | nc   | 6e   | nc   | 40e  | nc   | 3e    | 62e   | 112e  | 87e   | 88e   | 61e   | 81e   | nc    | nc    |
|                                       |      |      |      |      |      |      |       |       |       |       |       |       |       |       |       |
| Légende : nc = non classéSource : UCI |      |      |      |      |      |      |       |       |       |       |       |       |       |       |       |

## Palmarès en gravel
- 2024
  - 2e du championnat d'Australie de gravel[1]
- 2025
  -  Champion d'Australie de gravel[2]

## Palmarès sur piste

### Jeux océaniens
- 2004
  -  Médaillé d'or de la poursuite par équipes juniors (avec Gerard Murphy, Todd Dawson et Anthony Bennett)